# 大村純真
大村 純真（おおむら すみざね）は、江戸時代前期の肥前国大村藩の世嗣。官位は従五位下・備後守、民部少輔。

## 略歴
4代藩主・大村純長の長男として誕生した。母は有馬康純の娘・亀。
純長の嫡子に定められ、延宝2年（1674年）に徳川家綱に拝謁する。延宝6年（1678年）に叙任するが、家督を相続前の元禄2年（1689年）に廃嫡された。代わって、弟の純尹が嫡子となった。
正徳2年（1712年）、51歳で没した。